# Trave Peak
Der Trave Peak (englisch; bulgarisch връх Траве wrach Trawe) ist ein teilweise vereister und 850 m hoher Berg an der Nordenskjöld-Küste des Grahamlands auf der Antarktischen Halbinsel. Aus den südöstlichen Ausläufern des Detroit-Plateaus ragt er 6,92 km südsüdwestlich des Paramun Buttress, 6,92 km westlich bis südlich des Tschipew-Nunataks und 11,28 km nordöstlich des Darzalas Peak auf.
Britische Wissenschaftler kartierten ihn 1978. Die bulgarische Kommission für Antarktische Geographische Namen benannte ihn 2011 nach der Ortschaft Trawe im Süden Bulgariens.